# Jarvis
Jarvis var en föreslagen trestegs raket baserad på tekniken från Saturn V och tänkt att skjutas upp från en ramp någonstans i Stilla havet. Raketen skulle kunna placera upptill 38 ton i låg omloppsbana runt jorden.
Raketens första steg skulle drivas av två F-1-raketemotorer. Saturn V drevs av fem stycken.
Raketens andra steg skulle drivas av en J-2-raketemotor. Saturn V drevs av fem stycken.
Raketens tredje steg skulle drivas av åtta R-4D-raketemotor.

## Källa
Mark Wade (2019). ”Jarvis launch vehicle” (på engelska). astronautix.com. http://astronautix.com/j/jarvislaunchvehicle.html. Läst 3 april 2024.